# Nebojša Čović
Nebojša Čović (en serbe cyrillique : Небојша Човић ; né le 2 juillet 1958 à Belgrade) est un homme d'État serbe. Il est président du Parti social-démocrate, maire de Belgrade et vice-président du gouvernement de Zoran Đinđić.

## Parcours
Docteur en philosophie, Nebojša Čović a autrefois présidé l'Alternative démocratique, un mouvement créé en 1997 à la suite d'une scission du Parti socialiste de Serbie. L'Alternative démocratique est ensuite venue rejoindre le Parti social-démocrate.
Čović est également maire de Belgrade et chef du Centre de coordination du Kosovo. Du 24 octobre 2000 au 25 janvier 2001, avec Milomir Minić (en) du SPS et Spasoje Krunić (de) du SPO, il est l'un des trois co-Premiers ministres qui gouvernent la Serbie à titre transitoire après la Révolution des bulldozers et après le départ de Mirko Marjanović (en). Après l'assassinat de Zoran Đinđić, il est Premier ministre par intérim du 12 au 16 mars 2003.
Čović est le propriétaire du KK Železnik, un club de basket-ball de Belgrade qui évolue en première division et est connu pour son centre de formation. Son fils, Filip (en), né le 5 juin 1989, est titulaire dans l'équipe première avant de partir jouer dans d'autres clubs.
En octobre 2024, Čović est élu président de la fédération de Serbie de basket-ball.